# Kofi Amoako
Kofi Jeremy Amoako (* 6. Mai 2005 in Hannover) ist ein deutscher Fußballspieler mit ghanaischen Wurzeln.

## Karriere

### Verein
Nach seinen Anfängen in der Jugend des TSV Fortuna Sachsenross und von Hannover 96 wechselte Amoako im Sommer 2019 in die Jugendabteilung des VfL Wolfsburg. Für seinen Verein bestritt er insgesamt zehn Spiele in der B-Junioren-Bundesliga und bis jetzt 34 Spiele in der A-Junioren-Bundesliga, bei denen ihm insgesamt drei Tore gelangen. Im Februar 2023 unterschrieb er bei seinem Verein seinen ersten Profivertrag und kam dort auch zu seinem ersten Einsatz im Profibereich, als er am 16. Dezember 2023, dem 15. Spieltag, beim 1:0-Auswärtssieg gegen den SV Darmstadt 98 in der 90. Spielminute für Mattias Svanberg eingewechselt wurde.
In der Saison 2024/25 war er an den Drittligisten VfL Osnabrück verliehen. Zur Saison 2025/26 wechselt er zu Dynamo Dresden.

### Nationalmannschaft
Amoako bestritt seit dem Jahr 2021 bis jetzt insgesamt zehn Spiele für die U17, U18 und U19 des DFB.